# Meddle Tour
Meddle tour va ser una breu gira de concerts del grup britànic Pink Floyd, realitzada entre els mesos d'octubre i novembre de 1971 per donar suport al seu àlbum Meddle, tot i que part del material ja s'havia tocat en directe mesos abans de la sortida de l'àlbum, una pràctica força comuna a la banda. La gira va començar al Winterland Auditorium de San Francisco (Califòrnia) i va acabar al Taft Auditorium de Cincinnati (Ohio). El repertori va ser força variat, tocant material de diversos dels seus àlbums, amb alguns temes que la banda no havia tocat mai anteriorment.

## Repertori
Un repertori típic durant els concerts de 1971 incloïa la majoria d'aquest temes:
- Embryo
- Fat Old Sun
- Set the Controls for the Heart of the Sun
- Atom Heart Mother
- One of These Days
- Careful With That Axe, Eugene
- Cymbaline
- Echoes
- A Saucerful of Secrets (occasional)
- Blues (occasional)

## Banda durant la gira
- David Gilmour – guitarra, veus
- Roger Waters – baix, veus
- Richard Wright – teclats, veus
- Nick Mason – bateria

## Dates de l'etapa nord-americana
- 15/10/1971: Winterland Ballroom - San Francisco, CA
- 16/10/1971: Civic Center - Santa Monica, CA
- 17/10/1971: Golden Hall - San Diego, CA
- 19/10/1971: National Guard Armory[desambiguació necessària] - Eugene, OR
- 21/10/1971: Willamette University - Salem, OR
- 22/10/1971: Paramount Theatre - Seattle, Washington
- 23/10/1971: Vancouver Gardens - Vancouver, BC
- 26/10/1971: Ford Auditorium - Detroit, MI
- 27/10/1971: Auditorium Theater - Chicago, IL
- 28/10/1971: Hill Auditorium - Ann Arbor, MI
- 31/10/1971: Field House - Toledo, OH
- 02/11/1971: McCarter Theater - Princeton, NJ
- 03/11/1971: Central Theater - Passaic, NJ
- 04/11/1971: Lowes Theater - Providence, RI
- 05/11/1971: Assembly Hall - New York City, NY
- 06/11/1971: Emerson Gymnasium - Cleveland, OH
- 08/11/1971: Peace Bridge Center - Buffalo, NY
- 09/11/1971: Centre Sportif - Montreal, QC
- 10/11/1971: Pavillon de la Jeunesse - Quebec City, QC
- 11/11/1971: Orpheum Theatre - Boston, MA
- 12/11/1971: Irvine Auditorium -Philadelphia, PA
- 13/11/1971: Convention Hall - Asbury Park, NJ
- 14/11/1971: Gymnasium - Stony Brook, NY
- 15/11/1971: Carnegie Hall - New York City, NY
- 16/11/1971: Lisner Auditorium - Washington D.C.
- 19/11/1971: Syria Mosque - Pittsburgh, PA
- 20/11/1971: Taft Theatre - Cincinnati, OH